# Miombotermitskvätta
Miombotermitskvätta (Myrmecocichla arnotti) är en fågel i familjen flugsnappare inom ordningen tättingar.

## Utseende och läte
Miombotermitskvättan är en knubbig svart skvätta med en mycket stor vit vingfläck. Hanen har vit hjässa och honan en varierande vit strupfläck. Den sprudlande sången består av snabba serier med kluckande, skallrande och visslande ljud.

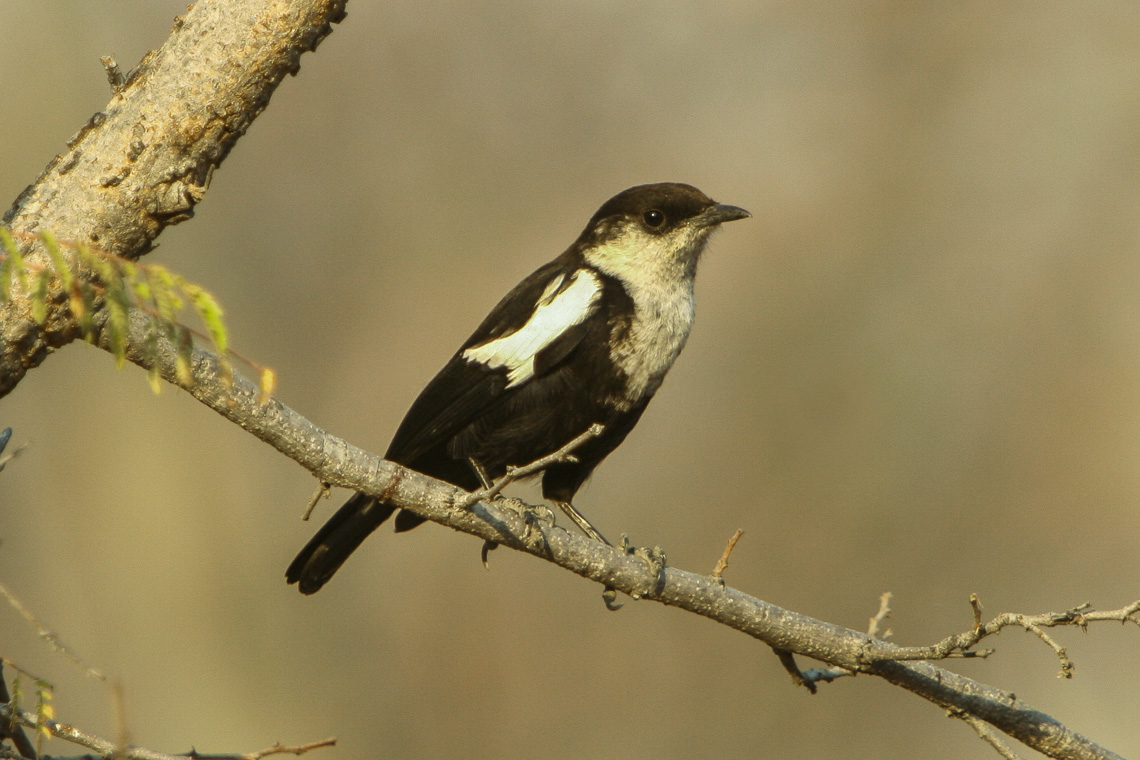
Hona.

## Utbredning och systematik
Miombotermitskvättan delas in i tre underarter med följande utbredning:
- Myrmecocichla arnotti harteri – Angola
- Myrmecocichla arnotti arnotti – östra Angola och sydöstra Tanzania söderut till norra och nordöstra Botswana, norra och västra Moçambique och nordöstra Sydafrika
- Myrmecocichla arnotti collaris – huvudsakligen västra Tanzania (öster om Eastern Arc Mountains och södra högländerna; även östligaste Demokratiska republiken Kongo, södra och östra Rwanda, Burundi och sydvästra Uganda

### Familjetillhörighet
Termitskvättorna ansågs fram tills nyligen liksom bland andra buskskvättor, stentrastar, rödstjärtar vara små trastar. DNA-studier visar dock att de är marklevande flugsnappare (Muscicapidae) och förs därför numera till den familjen.

## Levnadssätt
Miombotermitskvättan hittas huvudsakligen i miombo- och mopaneskogar. Lokalt ses den även i buskmarker och kring byar.

## Status och hot
Arten har ett stort utbredningsområde, men tros minska i antal, dock inte tillräckligt kraftigt för att den ska betraktas som hotad. Internationella naturvårdsunionen IUCN listar arten som livskraftig (LC).

## Namn
Fågelns vetenskapliga artnamn hedrar David Arnot (eller Arnott) (1822-1894) , sydafrikansk advokat, diamantletare och växtsamlare.